# Dasyatis parvonigra
Dasyatis parvonigra är en rockeart som beskrevs av Last och White 2008. Dasyatis parvonigra ingår i släktet Dasyatis och familjen spjutrockor. IUCN kategoriserar arten globalt som otillräckligt studerad. Inga underarter finns listade i Catalogue of Life.